# Calamina
Calamina é o nome comum para o minério de zinco. Até o século XVIII, acreditava-se que era um único mineral. Esta designação abrangia três minerais distintos: smithsonita, hidrozincita e hemimorfita. Estes minerais podem ser muito similares na aparência e somente ser identificados completamente através de análise química. O primeiro a separar os dois minerais foi o químico e mineralogista britânico James Smithson, em 1803.  
Na indústria de mineração, o termo calamina é usado ainda para descrever, indiscriminadamente, os vários minerais de zinco. No entanto, em mineralogia esta designação deixou de ser considerada válida, apesar das tentativas de restringir o nome calamina a um dos minerais, porém sem sucesso. Para os mineralogistas estado-unidenses, e franceses calamina era o silicato de zinco e smithsonita o carbonato de zinco. para os mineralogistas britânicos, por outro lado, o carbonato de zinco era a calamina. Hoje em dia, a smithsonita é o carbonato de zinco, a hemimorfita o silicato de zinco e a hidrozincite é um carbonato hidratado de zinco.